# A Volta do Jeca
A volta do Jeca é um filme brasileiro, dirigido por Pio Zamuner lançado em 1984. O filme é baseado nas filmografias de Mazzaropi, com o personagem Jeca Tatu.

## Resumo
Jeca é um camponês que leva a vida com muita irresponsabilidade até que o recebimento de uma herança o leva para a zona urbana onde, num luxuoso hotel, ele e sua família arrumam confusões. Sua filha é raptada por criminosos que, para libertá-la, exigem alto resgate.
Disposto a atender às exigências dos bandidos, ele vai ao banco para sacar a quantia, quando localiza o cativeiro e descobre que por trás do crime estava ninguém menos que o advogado responsável por transmitir a herança.

## Elenco
- Chico Fumaça como Jeca Tatu
- Clenira Michel como Esposa do Jeca Tatu
- Ely Silva como Secretário
- Márcio Camargo como Advogado
- Ruy Leal como Coronel
- Teka Lanza como Filho do Jeca

## Ligações Externas
A Volta do Jeca. no IMDb. 